# Departamento Tupungato
Tupungato es uno de los 18 departamentos en los que se divide la provincia de Mendoza, Argentina.

## Toponimia

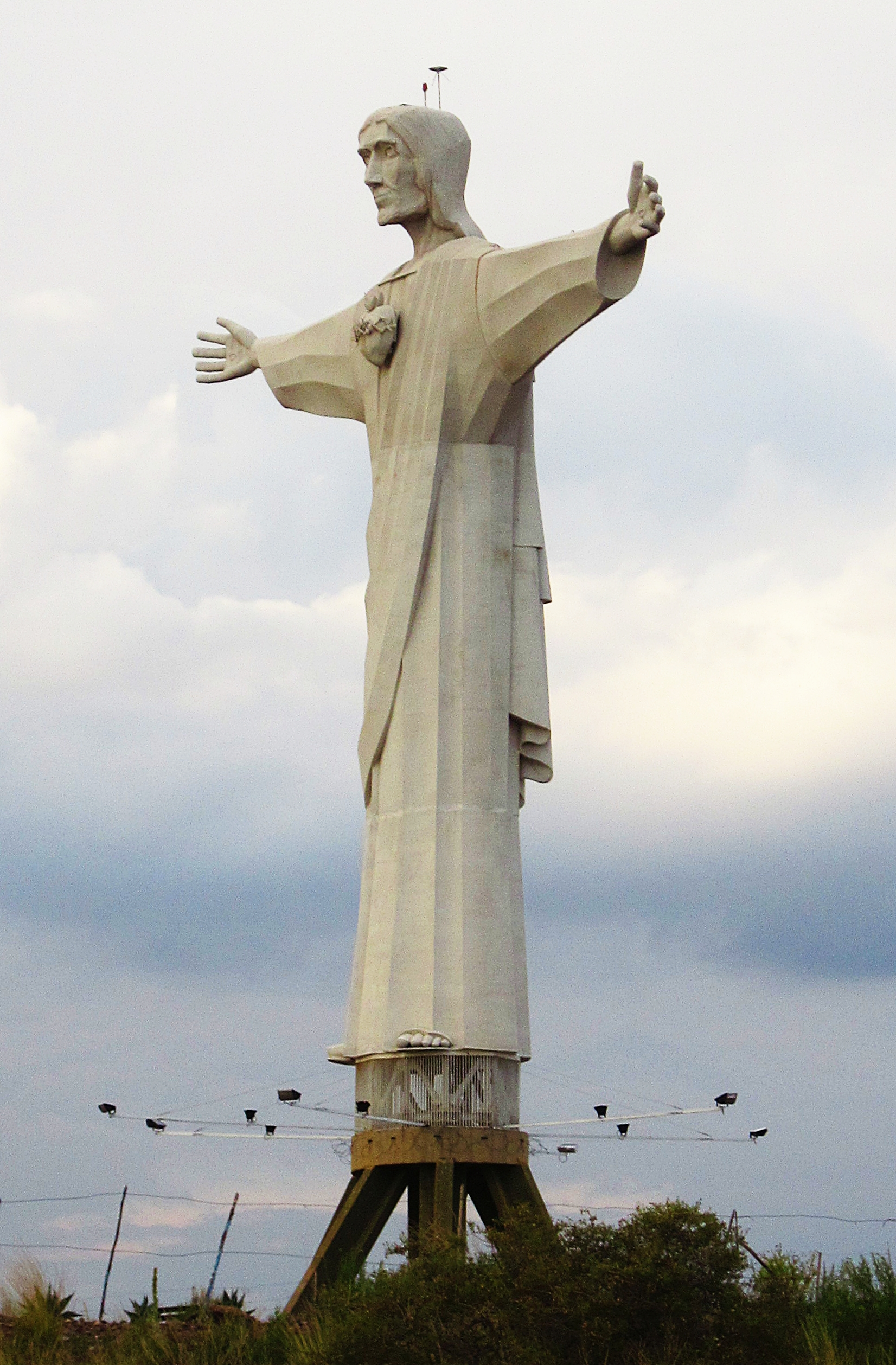
Cristo Rey Tupungato. Una escultura de unos 28 metros de altura que puede verse sobre cerros.

Tupungato, de la lengua de los huarpes, se le atribuyen varios significados, según el autor que se consulte. La de mayor arraigo en la población es “mirador de estrellas”, en relación con la altura y dominio sobre el paisaje Departamental, hecho que los nativos conocían y que para ello tenían el sentido o la idea de observatorio.
Junto a ésta interpretación, se acerca la expresada por Vicente Fidel López;” putuncatu”, significando “la punta del cielo”. José Manuel Olascoaga, la define como “la que espanta o rechaza”, por las características del clima extremo que tiene el volcán.
En esto coincide Carlos Rusconi, que en lengua Araucana lo menciona como; “tupun” cuyo significado es “azotar” y “uta” “malo o perverso”.
Interpretó también que, el vocablo “ota”, era utilizado por los Huarpes para indicar el sentido de valle, junto a “ata” y “uta”, como en el caso de Huentota, Canota o Uspallata. De allí podría interpretarse, que Tupungato significaría; “el que domina o mira al valle”, teniendo en cuenta la atracción natural que sentían los nativos por ese cerro - volcán.

## Geografía

### Población
Según el censo del INDEC en 2010 la población arrojó un resultado de 32 524 habitantes.
Para el censo 2022 el departamento registró 41 280 habitantes; lo que representó un aumento en la cantidad de personas del 26,9% mayor que el crecimiento poblacional provinciala situado en 17,5%.

## Sismicidad
La sismicidad del área de Cuyo (centro oeste de Argentina) es frecuente y de intensidad baja, y un silencio sísmico de terremotos medios a graves cada 20 años.

### Sismo de 1861
Aunque la actividad geológica catastrófica ocurre desde épocas prehistóricas, el terremoto del 20 de marzo de 1861 señaló un hito importante dentro de la historia de eventos sísmicos argentinos ya que fue el más fuerte registrado y documentado en el país. A partir del mismo la política de los sucesivos gobiernos mendocinos y municipales han ido extremando cuidados y restringiendo los códigos de construcción. Y con el terremoto de San Juan de 1944 del 15 de enero de 1944 (81 años) el gobierno sanjuanino tomó estado de la enorme gravedad sísmica de la región.

### Sismo 1985
El terremoto de mendoza de 1985 fue otro episodio grave, de 9 segundos de duración, llegó a derrumbar el viejo Hospital del Carmen (Godoy Cruz).

## Historia
La constitución provincial de 1855 dividió el territorio de la provincia en cuatro departamentos, uno de los cuales era San Carlos. El territorio del departamento San Carlos fue dividido el 8 de noviembre de 1858 por decreto del gobernador Juan Cornelio Moyano para crear los departamentos de Tunuyán (con cabecera en la Villa de San Carlos) y Tupungato (con cabecera en La Arboleda). 

Se denomina Departamento de Tupungato y tendrá por cabecera bajo el nombre de Villa de Tupungato, la población de La Arboleda, en el territorio comprendido por el Arroyo Grande del Sur, el río Tunuyán al oriente, la Cordillera de Los Andes al poniente y la Cañada del Carrizal con las lomas que dan vista a ella, al norte hasta tocar el río Mendoza.

El 22 de agosto de 1880 un decreto del gobernador creó la Comisaría Sur de Tupungato. Por ley sancionada el 25 de noviembre de 1880 (promulgada el 30 de noviembre) el entonces departamento Tunuyán pasó a denominarse San Carlos, mientras que el nombre Tunuyán pasó al nuevo departamento creado con la Comisaría Sur de Tupungato.

## Economía
Tupungato es un departamento básicamente agrícola. El cultivo principal es la vid y representa el 30% de las áreas sembradas.
La mayor superficie de explotación corresponde a la frutícola, en sus distintas variedades. De ellas se destacan la explotación de nogales, por lo que se distingue al departamento como “la capital de la nuez”, representando más del 35% de la superficie de producción de la provincia y el 5% del departamento con alrededor de 100.000 plantas.
Le sigue en importancia cerezos con el 25% de la superficie provincial y el 10% de la departamental con más de 80.000 plantas. Dentro de los cerezos se incluye al rubro guindas.
Sin embargo la producción más destacada local, luego de la vid, es el durazno, con casi el 50% de la superficie dedicada a la fruticultura, traducido a plantas algo así como 1.600.000. Sigue en importancia manzanos y perales (dentro del Valle de Uco como el mayor productor de la provincia). En menor escala se encuentran ciruelos, membrillos y damascos.
Las frutas del departamento son de excelente calidad por su sabor, tamaño y coloración. La causa originante de estas características, es la conjunción de los factores suelo, clima y agua. Por sus sobresalientes condiciones alimenticias, sanidad y nutritivas, pueden ser empleadas o procesadas en fresco, desecadas y envasadas, como dulces y confituras.
Las hortalizas siguen en importancia con un total de 5.500 ha en producción, que representa el 30% de la superficie departamental.
La papa constituye el principal cultivo departamental con el 55% de la superficie sembrada (3.300 ha), lo que ubica a Tupungato en el mayor productor de la provincia. El producto es de excelente calidad por su tamaño, presentación y sabor. Debe destacarse el desarrollo de avanzada tecnología para la producción de semilla de papa, emprendimiento iniciado por productores locales.
Sigue en importancia el tomate, de las variedades conocidas popularmente como “perita”, que se utiliza para envasar pulpa, con un notable incremento en las últimas décadas de la superficie sembrada, debido, entre otros factores, a la radicación en el departamento y el Valle de Uco de empresas industrializadoras y la aparición de nueva tecnología que incrementa la producción por hectárea.
El cultivo del ajo y sus agroindustrias derivadas que generan mano de obra y permiten la salida directa desde Tupungato a los mercados nacionales e internacionales. En una línea similar podemos ubicar a la cebolla y zanahoria, que son lanzadas a los mercados con una elaboración básica, envasadas y listas para el consumo.
Tanto el ajo como la cebolla y zanahoria ocupan importantes áreas de siembra, que supera el 35% del total de los cultivos en el departamento. Sin embargo, la superficie fluctúa, según la demanda internacional y el precio de cada una de las hortalizas. Se siembra anualmente entre 700 y 1000 ha.

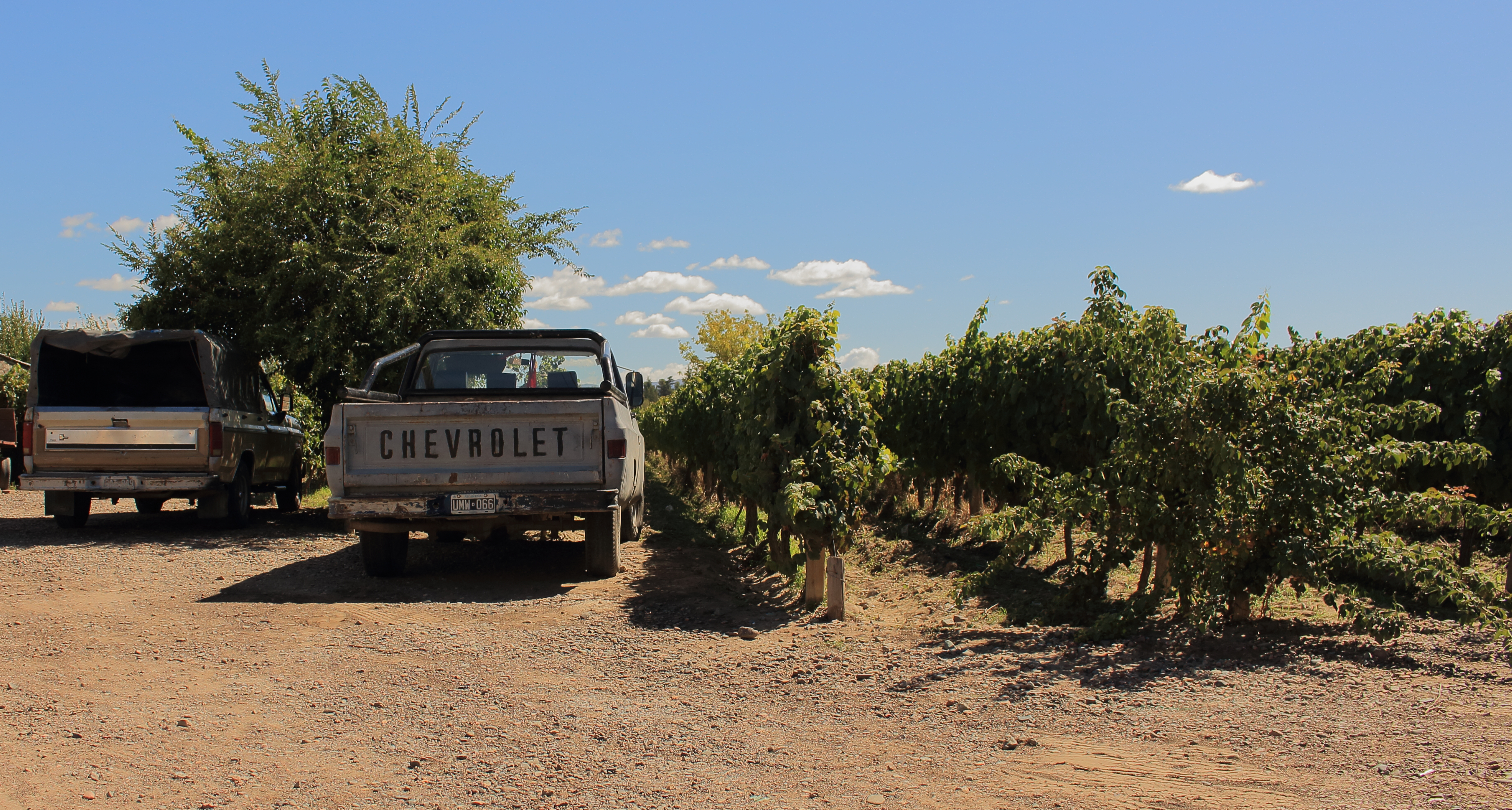
Tradicional escena en la cosecha de uva en Tupungato

Un menor porcentaje de cultivos lo constituyen el pimiento, zapallo y otras hortalizas, que no superan en conjunto las 300 hectáreas.

### Agroindustrias e Industrias Locales
Este rubro representa un significativo aporte a la economía, junto a la industria vitivinícola por ser generadoras de recursos y mano de obra. Es de resaltar, como dato ilustrativo que, Tupungato es uno de los primeros Departamentos en ingresos “Per Cápita” de sus habitantes
La importancia que va adquiriendo la potencialidad económica generada se verá incrementada en el presente siglo, con la incorporación de nuevos establecimientos. La demanda de trabajo en el periodo noviembre a mayo con la casi totalidad de los trabajadores locales disponibles, requiere un refuerzo adicional, proveniente de otros Departamentos, Provincias y Naciones vecinas, en particular Bolivia.

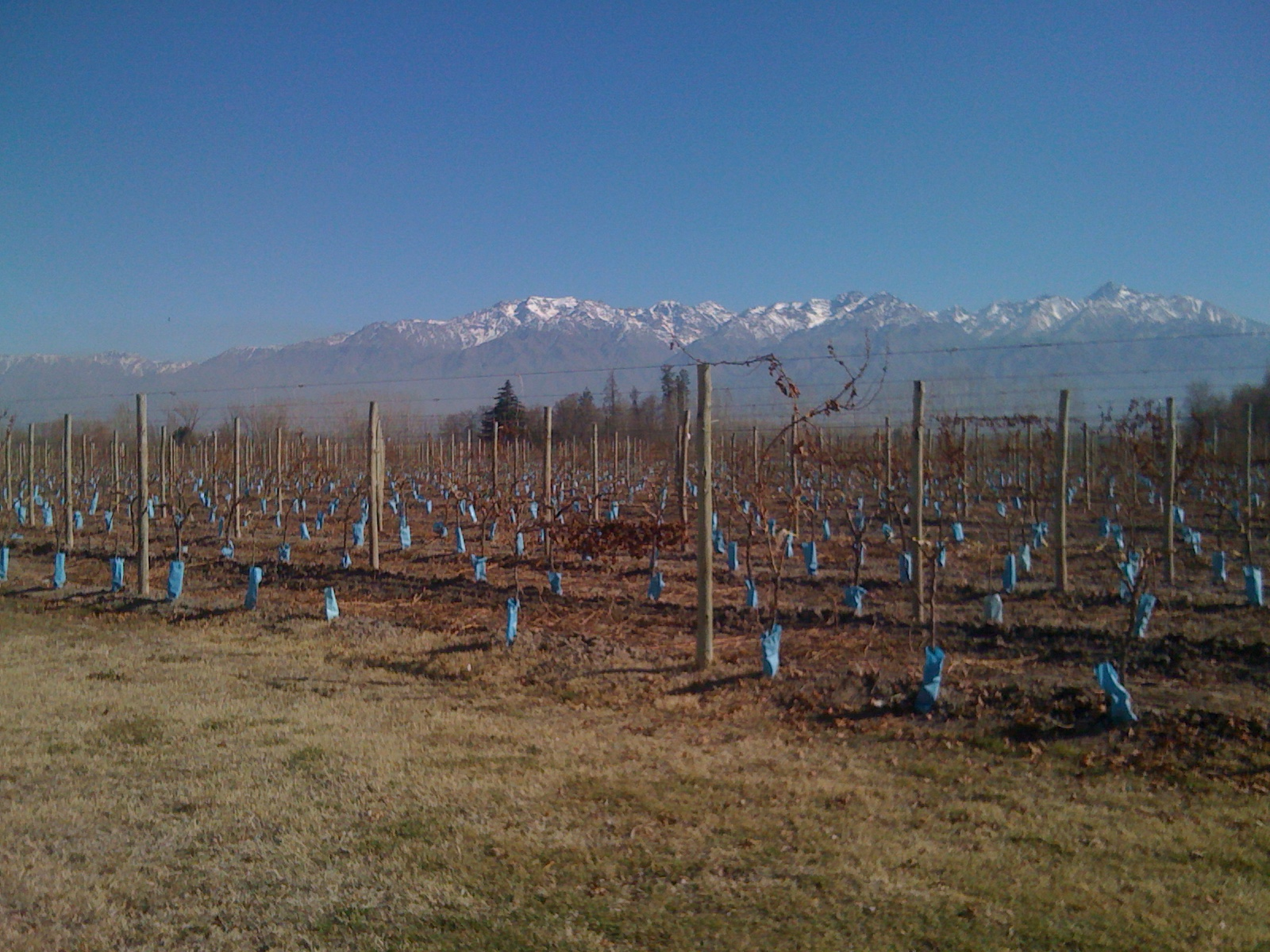
Viñedos y Cordón del Plata en Tupungato

Un centenar de industrias y agroindustrias desarrollan sus actividades en Tupungato, la mayoría se ubican en el segmento de las llamadas pequeñas y medianas empresas.
Los rubros más destacados son: Bodegas, Conserveras, Aserraderos, Secaderos de Frutas, Talleres de Reparación y Mantenimiento de Maquinarias Agrícolas y a las Industrias, Empacadoras, Lavaderos de Frutas y Hortalizas.

### Crecimiento Económico
A partir de 1990, se produjo la transformación de la economía local, coincidiendo, con la apertura de nuevos mercados en particular el
Mercosur y el proceso de Globalización Económico, que beneficia a la Provincia por su ubicación estratégica de corredor internacional y puerta al Pacífico.
El Progreso económico de Tupungato tiene como base la producción agrícola; vitivinicultura, fruticultura y horticultura, con la llegada de capitales provenientes de otras regiones e internacionales.
Las perspectivas futuras son promisorias, siendo los ejes principales del desarrollo: la base agrícola, con la implantación de especies de vid de alta calidad y elevada producción tecnológica, el desarrollo sustentable en las áreas del turismo y de la minería y la posibilidad de vías de comunicaciones aptas, que saquen del relativo aislamiento, y transporten a Chile y al Pacífico, con la apertura por el Paso de El Portillo. Acorde con ello una dirigencia capacitada y capaz, que interprete el llamado de nuestra generosa geografía.

## Actualidad
Actualmente, Tupungato cuenta con dos obras gigantes que sirven para fomentar el turismo. La primera es la estatua gigante de Cristo conocida como "Cristo rey del valle de Tupungato", ubicado en el camino que conduce a la salida del departamento por cerrillos. Y la segunda obra gigante es el mástil de la bandera más alto del país. Mide 31 metros y fue inaugurado el 20 de junio de 2010 al conmemorarse los 190 años del fallecimiento de Manuel Belgrano.

### Espacios turísticos y festividades
El departamento cuenta con espacios turísticos como el Camping Municipal, que se encuentra en el distrito de El Peral, este cuenta con 36 hectáreas arboladas, un arrollo interno, churrasqueras, quinchos y hornos de barro. En el cámping se celebran fiestas como la vendimia departamental y fiestas estudiantiles, en donde se trae a artistas musicales y participan artistas locales, también se celebran Los Ranchos, que festeja el aniversario del Departamento, en el que los estudiantes de último año de la secundaria realizan puestos de comidas, para poder reunir dinero para su cena de egresados, tiene una duración 3 días, durante esos días el departamento también se encarga de buscar artistas para que el festejo sea más emocionante.

## Gobierno

### Intendentes desde 1983
| Intendente        | Periodo                                           | Partido |
| ----------------- | ------------------------------------------------- | ------- |
| Joaquín Rodríguez | 10 de diciembre de 2003 - 10 de diciembre de 2007 | PJ      |
| Joaquín Rodríguez | 10 de diciembre de 2007 - 10 de diciembre de 2011 | PJ      |
| Joaquín Rodríguez | 10 de diciembre de 2011 - 10 de diciembre de 2015 | PJ      |
| Gustavo Soto      | 10 de diciembre de 2015 - 10 de diciembre de 2019 | UCR     |
| Gustavo Soto      | 10 de diciembre de 2019 - 10 de diciembre de 2023 | UCR     |
| Gustavo Aguilera  | 10 de diciembre de 2023 - presente                | UCR     |

## Hermanamientos
La ciudad de Tupungato ha firmado vínculos de cooperación perdurables, en carácter de hermanamientos, con las siguientes ciudades:
- Bietigheim-Bissingen, Baden Württemberg, Alemania (6 de febrero de 2019)[8]